# Чемпионат Европы по академической гребле 1973
Чемпионат Европы по академической гребле 1973 года прошёл на недавно построенном гребном канале в Крылатском в Москве (СССР). Сначала с 23 по 26 августа 53 женских экипажа из 18 стран разыграли 5 комплектов наград на дистанции 1000 метров. Потом с 29 августа по 2 сентября 109 мужских экипажей из 29 стран выявили сильнейших в 7 дисциплинах на дистанции 2000 метров.

## История
Чемпионаты Европы по академической гребле проводились практически ежегодно, начиная с 1893 года. Чемпионат 1973 года имел статус открытого, и в нём участвовали представители 29 стран с 4 континентов. Из-за большого количества и широкой географии стран–участниц соревнования считались квази-чемпионатом мира. По этой причине Международная федерация гребного спорта приняла решения приостановить на неопределённый срок проведение чемпионатов Европы и начать ежегодно проводить чемпионаты мира, которые на тот момент проходили раз в 4 года. Проведение чемпионатов Европы было возобновлено только в 2007 году.

## Медалисты

### Женщины
| Дисциплина | Золото | Золото  | Серебро | Серебро | Бронза | Бронза  |
| ---------- | --- | ------- | --- | ------- | --- | ------- |
| W1x        | СССР · Геновайте Рамошкене | 3:59,97 | Бельгия · Кристине Вастерлейн | 4:00,36 | ФРГ Эдит Бауман | 4:06,68 |
| W2x        | СССР · Елена Антонова · Ольга Клинышева | 3:40,05 | Нидерланды · Хелена Классе · Андреа Виссерс | 3:42,80 | ФРГ Регине Адам Астрид Холь | 3:43,90 |
| W4x+       | ГДР · Сабине Ян · Бригитте Аренхольц · Урсула Вагнер · Росвита Цобельт · Моника Курц (р)                                                                            | 3:30,63 | Румыния · Элисабета Лазэр · Мария Микша · Марьоара Сынгьорзан · Теодора Бойку · Мария Гиацэ (р)                                                            | 3:32,56 | СССР · Вера Никольская · Людмила Андреева · Людмила Парфёнова · Вера Фёдорова · Людмила Аржаковская (р)                                                                   | 3:33,55 |
| W4+        | Нидерланды · Лизбет де Граф · Мириам Стинман · Хенриетте Борриас · Лизбет де Брюин · Ивонн Виссрапер (р)                                                            | 3:38,13 | ГДР · Мария Нотбом · Сабине Дене · Ангелика Ноак · Розель Ниче · Криста Карнат (р)                                                                         | 3:38,89 | Польша · Анна Карбовяк · Малгожата Кавальская · Богуслава Козловская · Барбара Войцеховская · Мария Пелешок (р)                                                           | 3:41,86 |
| W8+        | СССР · София Бекетова · Лариса Соцкова · Валентина Алексеева · Ольга Швецова · Нина Филатова · Нина Абрамова · Валентина Рубцова · Нина Быстрова · Нина Фролова (р) | 3:21,12 | ГДР · Моника Миттенцвай · Ренате Круска · Илона Рихтер · Ирина Мюллер · Криста Стак · Хельма Леман · Хенриетта Эберт · Ренате Шлензиг · Сабине Бринкер (р) | 3:22,58 | Румыния · Корнелия Някшу · Флорика Петку · Елена Гавлук · Аурелия Маринеску · Кристель Вьенер · Филигония Толь · Вьорика Линкару · Екатерина Транчовяну · Анета Матей (р) | 3:23,78 |

### Мужчины
| Дисциплина | Золото | Золото  | Серебро | Серебро | Бронза | Бронза  |
| ---------- | --- | ------- | --- | ------- | --- | ------- |
| M1x        | ФРГ Петер-Михаэль Кольбе | 8:02,77 | СССР · Витаутас Буткус | 8:05,87 | ГДР · Вольфганг Гюльденпфенниг | 8:07,09 |
| M2x        | ГДР · Кристоф Кройцигер · Ханс-Ульрих Шмид | 7:26,95 | СССР · Геннадий Коршиков · Александр Тимошинин | 7:33,97 | Великобритания · Майкл Харт · Кристофер Бейлю | 7:41,87 |
| M2-        | Румыния · Думитру Грумесеску · Илие Оанцэ | 7:39,10 | Новая Зеландия · Вибо Велдман · Ноуэл Миллс | 7:42,63 | ФРГ Винфрид Рингвальд Алоис Бирль | 7:43,53 |
| M2+        | СССР · Николай Иванов · Владимир Ешинов · Александр Лукьянов (р) | 8:09,83 | ГДР · Йорг Люкке · Вольфганг Гункель · Клаус-Дитер Нойберт (р)                                                                                                | 8:13,42 | Румыния · Петре Чапура · Штефан Тудор · Георге Георгиу (р) | 8:15,67 |
| M4-        | ГДР · Рул Мелке · Генри Прохнов · Готтфрид Дён · Рейнхард Мартин | 6:56,67 | СССР · Миндаугас Вайткус · Беньяминас Нацевичюс · Тийт Хельмя · Аполинарас Григас                                                                             | 7:00,55 | Норвегия · Рольф Андреассен · Арне Бергодд · Одд Сёрум · Оле Нафстад | 7:01,85 |
| M4+        | СССР · Геннадий Московский · Александр Плюшкин · Владимир Васильев · Анатолий Немтырёв · Александр Жаров (р)                                                            | 7:08,17 | ГДР · Экхард Мартенс · Рольф Йобст · Рейнхард Густ · Дитрих Цандер · Клаус-Дитер Людвиг (р)                                                                   | 7:18,20 | Чехословакия · Франтишек Провазник · Владимир Янош · Карел Неффе · Отакар Маречек · Владимир Петршичек (р)                                                                      | 7:18,81 |
| M8+        | ГДР · Хайнрих Медеров · Детлеф Ламм · Андреас Декер · Штефан Земмлер · Бернд Ландвойгт · Карл-Хайнц Прудоль · Вернер Клатт · Фридрих Ульрих · Карл-Хайнц Даниловски (р) | 6:19,02 | Чехословакия · Иржи Штефан · Мирослав Враштил · Йозеф Нештицкий · Павел Батек · Вацлав Млс · Павел Конвичка · Петр Лакомый · Любомир Заплетал · Иржи Птак (р) | 6:33,18 | СССР · Александр Рязанкин · Владимир Савёлов · Александр Мартышкин · Николай Щуров · Сергей Коляскин · Борис Воробьёв · Гиви Никурадзе · Владимир Рикконен · Юрий Лоренцсон (р) | 6:36,14 |

## Командный зачёт
| Место | Страна         | Золото | Серебро | Бронза | Всего |
| ----- | -------------- | ------ | ------- | ------ | ----- |
| 1     | СССР           | 5      | 3       | 2      | 10    |
| 2     | ГДР            | 4      | 4       | 1      | 9     |
| 3     | Румыния        | 1      | 1       | 2      | 4     |
| 4     | Нидерланды     | 1      | 1       | 0      | 2     |
| 5     | ФРГ            | 1      | 0       | 3      | 4     |
| 6     | Чехословакия   | 0      | 1       | 1      | 2     |
| 7     | Бельгия        | 0      | 1       | 0      | 1     |
| 7     | Новая Зеландия | 0      | 1       | 0      | 1     |
| 9     | Великобритания | 0      | 0       | 1      | 1     |
| 9     | Норвегия       | 0      | 0       | 1      | 1     |
| 9     | Польша         | 0      | 0       | 1      | 1     |
| Всего | Всего          | 12     | 12      | 12     | 36    |

 Страна — хозяйка соревнований